# 仏典

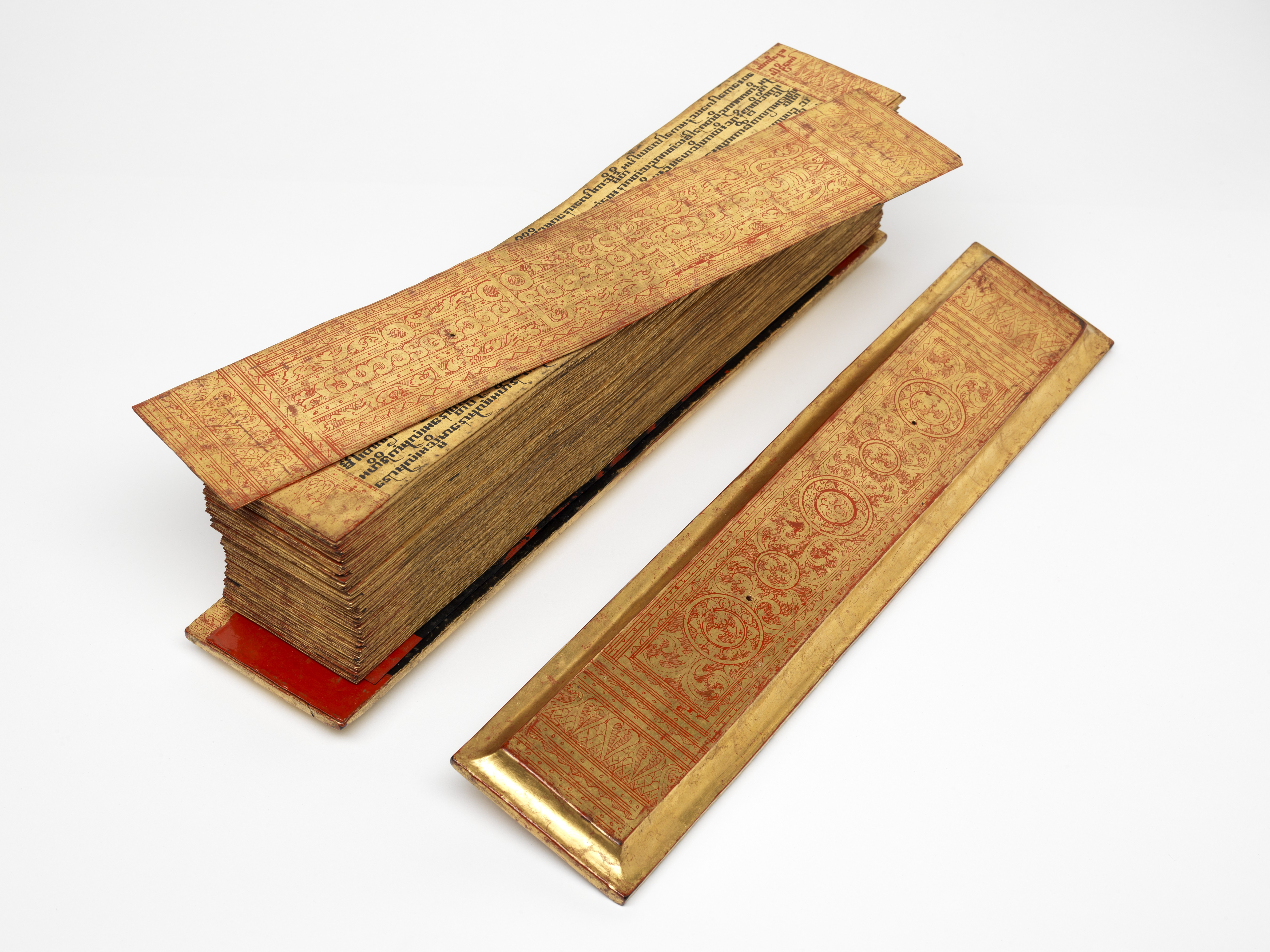
ビルマのパーリ語写本

仏典（ぶってん）とは、仏教典籍の略称で、仏教の聖典の総称である。「律蔵」「経蔵」「論蔵」という分類形態から三蔵とも呼ばれる。言語的には、パーリ語・サンスクリット語などのインドのものを初めとして、漢語、チベット語、モンゴル語、満州語のものがあり、西夏語のものも一部現存する。漢語やパーリ語から日本語に訳したものもこれに準じる。
大きく原始仏典と大乗仏典に分かれる。原始仏典にはパーリ仏典および漢訳の阿含経典群があり、その一部は釈尊の言葉を比較的忠実に伝えているといわれる。Buddhavacana は「仏陀の言葉」という意味である。
大乗仏教の代表的な仏典としては、『般若経』、『維摩経』、『涅槃経』、『華厳経』、『法華三部経』、『浄土三部経』、『金剛頂経』などが挙げられる。大乗仏典は西暦紀元前後以降、大乗仏教教団によってサンスクリット語で編纂された。学術的には歴史上の釈尊の説ではないとする大乗非仏説があり、そのため法身仏・報身仏が説いた内容であると説明されることもある。般若経典群、『法華経』、『華厳経』その他がこれに含まれる。
また大乗仏教では経・律・論および、その注釈書などは、大蔵経もしくは一切経と呼ばれる叢書にまとめられた。この作業は、中国では皇帝名で行われることが多く、編入される書物の基準が厳格で、入蔵録と呼ばれる収録対象とすべき仏典のリスト（経録）とセットにされ、基準外のものは蔵外（ぞうがい）と称された。昭和9年（1934年）に、日本で編纂された大正新脩大蔵経は、より広範囲に中国・日本撰述の典籍も含めている。

## 分類
仏典は、律・経・論に三分類され、ひとまとめにされたものが、それぞれ律蔵、経蔵、論蔵と総称される。この三種を総称して「三蔵」と呼ぶ。
- 律蔵 - 律（梵・巴: Vinaya ヴィナーヤ, ヴィナヤ）の総称。出家修行者（比丘・比丘尼）が護るべき戒律（具足戒・波羅提木叉）及び僧伽（僧団）の運営規則。
- 経蔵 - 経（梵: Sutra スートラ、巴: Sutta スッタ）の総称。釈迦の教いた法（ダルマ）の集成。
- 論蔵 - 論（梵: Abhidharma アビダルマ）の総称。律や経に対する研究、解釈をまとめたもの。

漢字文化圏では、大乗仏教経典や偽経の追加、段階的な伝播・翻訳過程によって、元々の「三蔵」の枠組みが壊れてしまった。後に『一切経』『大蔵経』として仏典群を総集・再編し直したので、専らこれが仏典の総称として用いられる。

## 歴史

### 結集と作成
仏教の聖典は、釈迦時代は釈迦が文書化を許さなかったため、暗記によって保持されたと伝えられる。この時代のインドでは、文字は既に普及していたが、その使用は商用や法規の公布などに限られ、世俗の用件に用いるものではなかった。ことに、書くことで自分を離れるから、聖典に対する敬虔さを失うと考えられて、文字に記すのではなく、体で覚えたわけである。
仏典が組織的に編まれたのは、釈迦の入滅後間もない時期である。釈迦の入滅時に一人の比丘が「もう師からとやかくいわれることもなくなった」と放言したことがきっかけで、これを聞いた摩訶迦葉が、釈迦の教説（法と律）を正しく記録することの大切さを仲間の比丘たちに訴え、聖典を編纂した。
この編纂会議を結集（けつじゅう、サンスクリット：saṃgīti）と呼ぶ。しかし、ここでは現在我々が目にする仏典の成立ではなく、核とも言うべきものが作られた。この編纂会議は、第一結集と呼ばれている。

### 増広と伝播
仏典は当初の数百年間は口頭伝承のみで継承された。仏典が文字で写本として書かれるようになったのは紀元前1世紀ごろからである。口伝から写本へという媒体の変化が大乗仏教を生んだ、という説もある。
インドの仏教史を見ると、釈迦を出発点とする原始仏教時代、部派仏教時代、大乗仏教時代の三つの時代、さらにインドから仏教が伝播していく過程を通して、聖典は作成され続けた。釈迦の教えとして仮託されて後世につくられたため、その内容は相互に矛盾がある。梵文原典やチベット語訳が見当たらず、漢訳仏典にのみ存在し、中国で執筆されたとみられる経典（偽経）も多い。日本仏教においても、慣れ親しんだ経典の中に偽経とされるものは多い（大乗非仏説）。
仏典を研究する場合には出自調査は難しい場合が多い。ことに経典は一般に釈迦の説法の記録の形式をとり、著作者名が記されることはない。具体的に言うと、現代人からは釈迦の死後数百年を経過して書かれたことが明らかな仏典であっても、釈迦の教説を正しく継承しているという立場を標榜し、「このように私は（仏から）聞いている」（漢訳仏典では「如是我聞」）という出だしで始められており、仏典自身には、いつ、どこで著述されたかは、明記されていない。したがって、古代から近世の人々は、内容の通り直説であると信じて受容していった。
伝承すると利益があるという内容も多く、研究の対象のみならず信仰対象として各仏典は仏教の伝播先で盛んに書写され、現代では日本の平家納経などのように芸術品や文化財として重視されるものもある。

### 近現代
アジア各地で経典が西洋人に収集され、史料批判された結果、大乗非仏説が登場した。日本でも近世には疑義が起こっており、近代仏教学が受容されたことにより、学問的な場では近代仏教学・大乗非仏説を受容し、宗教的な場では釈尊直伝とする古典的な教学に立脚することが多い。
大乗経典が学術的権威を大きく損ねた一方、収集と翻訳が進み、サンスクリット語からの直接翻訳、口語訳などもされるようになり、より身近なものにもなった。

## 原典問題
各国語に翻訳される以前の「原典」と呼ぶべき聖典は、インドの言語による聖典が中心になる。釈迦の用いた言語は古代マガダ語と推定されるので、最初期の仏典もこの言語を使用したと考えられる。
かつては「現在残る聖典で、最も古いのは、パーリ語の聖典である。パーリ仏典は経蔵が漢訳大蔵経の阿含部と共通していて、根本分裂以前の最も古い文献を保持していることが分かっている」という上座部仏教の信仰に寄りそった言説が漠然と信じられていた。しかし、現在活用できるパーリ仏典の写本は18世紀以降の新しいものばかりで来歴も不明なものが多いため、現存のパーリ仏典の内容は本当にそれほど古いものなのか、学術的に証明することは困難である。近年の学界では、パーリ仏典の歴史資料としての価値は限られている、という認識も存在する。
一方言語学的観点からは『パーリ仏典』のスッタニパータ4・5章は、古代ヴェーダ語の語形が現れることが多いことなどから前田惠學は最古層の仏典であるとする説を唱えた。この説は現在定説となっている。また現存最古の仏教写本であるガンダーラ語仏教写本からもスッタニパータの「犀角の句」が確認されている。
漢訳仏典は、4世紀の釈道安が整理を行って以来、文献の成立年代や伝承の来歴がはっきりしている。その意味では、学術研究の歴史資料としてはむしろパーリ仏典より価値がある、とする見解もある。漢訳仏典の大半はサンスクリット原典から訳出されたものだが、サンスクリット原典が残っていないことが多いうえ、現存するサンスクリット原典の写本も漢訳より古い時代のものは少ない。その理由としては、
- 中国、インドいずれでも王朝の交替や宗教、思想の変遷により新たな支配層にとって不都合な記述のある原典が言論・思想統制で意図的に破棄された。
- 中国では漢訳仏典は写本により流布したが、サンスクリット原典は漢民族社会では需要がないため保存されなかった。
- 写本によらず、訳経僧が暗諳していた聖典を漢訳したため、元から原本が存在しなかったケースの存在。

が考えられる。いずれにしても梵本は、中国では用いられなかった。

## 上座部仏教
|              | 上座部大寺派            | 化地部 | 法蔵部   | 説一切有部                 | 大衆部     |
| ------------ | ----------------------- | ------ | -------- | -------------------------- | ---------- |
| 法（Dharma） | 長部 中部 相応部 増支部 | -      | 長阿含経 | 長阿含経 中阿含経 雑阿含経 | -          |
| 律（Vinaya） | パーリ律                | 五分律 | 四分律   | 十誦律 根本説一切有部律    | 摩訶僧祇律 |

注意が必要なのは、パーリ仏典が必ずしも古い形を残しているとは限らない点である。漢訳の『阿含経』には上座部に伝わったより古い形態のものがあったり、あきらかにサンスクリット語からの漢訳と考えられるものがある。その意味で、パーリ仏典が原初の形態を伝えていると考えることは、間違いではないが正確な表現ではない。

## 大乗仏教

### 漢訳仏典
漢訳仏典は、古写本も豊富に残っている。日本国内に限っても、奈良時代に書写された仏教経典が一千数百巻、その奈良時代のものから転写したと想定される平安時代から鎌倉時代の古写経が一万巻以上も現存しており、これらの古写経は敦煌の仏教文献群に比肩する重要な資料群と評価されている。

#### 大蔵経
テキストの形態は、初期は巻物状の写本（巻子本）であったが、北宋の『開宝蔵』以降は木版印刷の版木、刊本の形となった。近年では電子データ化された大蔵経も利用できるようになっている。収録される仏典は、三蔵（経律論）におさまる漢訳文献と、中国側の注釈書、独立作品、僧の伝記、目録などの著作群からなる。

#### 中国

##### 北宋版系
最初の大蔵経刊本は、北宋の太祖・太宗の治世、971年 - 977年（開宝4 - 太平興国2）にかけて蜀（四川省）で版木が彫られ、983年（太平興国8）に、都の開封に建てられた「印経院」で印刷された。これは古くは『蜀版大蔵経』と呼ばれていたが、現在では開版の年号をとって『開宝蔵』、あるいは太祖の詔勅に基づいて開版されたため『勅版』と呼ぶのが一般的である。『開元釈教録』によって編纂される。当時の「蜀大字本」の規格の文字により、毎行14字の巻子本形式であった。これは宋朝の功徳事業で、西夏、高麗、日本などの近隣諸国に贈与された。983年に入宋した東大寺僧の奝然は、新撰の大蔵経481函5048巻と新訳経典40巻などを下賜され、日本に持ち帰ったが、藤原道長が建立した法成寺に施入したために、寺と共に焼失してしまった。ただ、新しく請来（招来）された大蔵経ということで盛んに書写されたため、その転写本が各地に幾らか残っている。『開宝蔵』の原本は、世界で12巻が確認されており、日本では京都・南禅寺および東京・台東区立書道博物館に1巻ずつ、計2巻が所蔵されている。
金の時代には、1147年 - 1173年にかけての時期に、『金版』が作られる。こちらも毎行14字。長らく幻の大蔵経であったが、1933年に山西省の趙城県にある広勝寺で発見される。そのため、別名『趙城蔵』とも呼ばれている。1984年より、この蔵経を底本にして『中華大蔵経』（影印本）が発刊される。また、元の時代に数次にわたって補刻が行なわれている（元代補修版）。

##### 契丹版系
契丹の990年 - 1010年頃に開版された大蔵経。契丹が後晋から割譲された燕雲十六州の地方で、この地にあった隋以来の房山の『石経』のテキストも参考にして、国家事業として行なわれた印刷事業であった。この大蔵経も金版と同様に幻の大蔵経であったが、1982年に山西省の応県にある古刹、仏宮寺の木塔に安置された仏像内から、12巻の『契丹版』が発見され、房山雲居寺の『石経』との関係などが確認され、毎行17字の標準形式であったことが実証された。

##### 南宋版系
南宋から明代にかけても各地で私版の大蔵経の作成が続いた。それは、福州（福建省）等覚禅院で11世紀末に開始された『等覚禅院版』（1075年 - 1112年）に始まる。これは、北宋版系や契丹版系の国家事業としての開版とは異なり、信者の寄進による私版の事業であった。以後、同じく福州「開元寺版」（1112年 - 1151年）や湖州の『思渓版』（1126年 - 1132年）、蘇州で開版された『磧砂版』（1232年 - 1305年）、杭州の『普寧版』（1277年 - 1290年）といった蔵経の印刷が続いた。この系統も、標準形式である毎行17字である。
明末になると、それまでの巻物ではない新しい形式の袋綴じ本の『万暦版大蔵経』（徑山蔵）が出版された。清朝の大蔵経である『龍蔵』や、後述の日本の『鉄眼版』、『卍字藏』は、この系統に属する。

#### 朝鮮半島
高麗では、1010年に『開宝蔵』の覆刻版を出し（『高麗初雕本』）、その版木が元軍による兵火で焼失すると、1236年には『高麗再雕本』を完成させた。この時、編纂の責任者であり、『高麗国新雕大蔵経校正別録』を撰した守其が、『契丹版』によって『初雕本』の誤りを改めている。今も海印寺に板木を収蔵する『再雕本』の『高麗大蔵経』は、当時誤雕が少なく古い姿をとどめる最良のテキストとされていたため、明治・大正時期の『縮刷蔵経』や後述の『大正新脩大蔵経』では、北宋版系と契丹版系との校合を「他本に勝る所以である」として、底本に採用された。
しかし守其が校合したのは、『開宝蔵』『高麗初雕本』『契丹版』の三者のみであり、『開宝蔵』と『高麗初雕本』とは原本と覆刻版の関係にあり、基本的に同一系統のテキストである。つまり、北宋版系と契丹版系との間で校合したのみに過ぎない。後にテキスト・クリティークが進むにつれ、「古い姿をとどめる最良のテキスト」という評価が「最初に印刷された大蔵経」であるということによる思い込みであったということがいわれるようになってきた。実際、北京を中心とした河北省・山西省の地域のテキストである房山『石経』『契丹版』や、或いは漢代から唐代の都長安の一切経写本の系統を引く、南宋版『思渓資福蔵』や元版『普寧蔵』等の大蔵経の方がより良いテキストである場合が多く、それに対して『開宝蔵（勅版）』『高麗版』系統のテキストは、蜀（四川省）の地域に流布していた写本系列の一切経の姿をとどめているに過ぎないという説が出されている。
しかし、仏教の中心であった長安の方が写経のたびに改編され、テキストとして洗練の度を加えていったため、逆に地方版である蜀地のテキストの方が原形を留めているという説もある。例えば鳩摩羅什訳『摩訶般若波羅蜜経』の冒頭、開宝蔵で『如是我聞一時佛住…』が、「思渓資福蔵」「普寧蔵」や後の「徑山蔵」では『如是我聞一時婆伽婆住…』になっている例に見られるように、新しい時代相の漢訳経典のスタイルに合わせて改変されている場合もある。

#### 日本
日本では、『日本書紀』で白雉2年（651年）の記述に「一切経」が初めて現れるが事実とは考えられていない。その後も「一切経」はしばしば現れ、仏典の収集、写経、読誦をしめす。竹内亮によれば、日本では「一切経」の名前は知られてはいたものの、「一切経」を構成する経録（リスト）である入蔵録の請来は奈良時代の玄昉によるもの（後述）が初めてと推定され、光明皇后がこれに基づいて一切経の写経を行おうとしたところ、一切経を構成する全ての仏典が日本国内に備わっていないことが判明したため、蔵外である別生経や偽経、章疏（注釈書）の類までを書写してこれに代えた（「五月一日経」）と伝えられていることから、日本では「一切経」という言葉が"手に入る限り一切の（仏教）経典"という意味に読み替えられていたのではないかと推測している。
とくに、天平7年（735年）玄昉が請来した五千余巻は、当時の欽定大蔵経と推定される。底本とされ大規模な写経がおこなわれた。寛和2年(986年)に奝然は大蔵経（開宝蔵）を輸入し、確実な大蔵経の請来として最も古い記録となる。奝然死後に藤原道長に渡り法成寺経堂に収められた（1021年）が火災で焼失したとみられる。平安時代末から鎌倉時代にかけては、栄西、重源、慶政その他の入宋僧の努力で、『宋版一切経』が輸入された。室町時代には室町幕府や九州探題、大内氏の名義で朝鮮に大蔵経を求め、日本に送られた大蔵経は寺院に寄進された。ただし、朝鮮から請来された大蔵経は高麗版に限らず、宋版・元版が送られた例がある。また、寺院の要請を受けて名義を貸す形で大蔵経を求める使者を出した例もある。
- 慶安元年（1648年）、天海による『寛永寺版（天海版）』が徳川幕府の支援をうけて完成。
- 天和元年（1681年）、鉄眼道光が『黄檗版大蔵経（鉄眼版）』を完成。鉄眼が艱難辛苦の後に完成させた大蔵経として、第二次世界大戦前の日本の修身の教科書にも採用されて著名なものではあるが、歴代の大蔵経中で最も誤字が多い。これは、明版の大蔵経の現物をバラバラにして、それを裏返して元版としたことによる。反面、鉄眼の大蔵経が刊行されたことでこれまで特権的な有力寺院しか持ちえなかった大蔵経が村落の寺院でも所持が出来るようになった[13]。
- 1885年、『大日本校訂大藏經縮刷藏本』（縮刷大蔵経）弘教書院。を刊行。底本は『高麗大蔵経』
- 1902年、『卍字藏』（京都藏經書院）刊行。
- 1912年、『大日本続蔵経』（日本藏經院）が完成。

今日から見れば校訂不備が多しとの批判はあるが、世界における仏教界や仏教研究に寄与しているのは、高楠順次郎・渡辺海旭監修の『大正新脩大藏經』（大正一切経刊行会）100巻である。高麗海印寺本を底本として諸本と校合、1924年から1934年にいたる歳月を費やし、正蔵（55巻）、続蔵（30巻）、昭和法宝目録（3巻）、図像部（12巻）を収める。
なお『大正新脩大蔵経』には、底本『高麗大蔵経』テキストに対する上記『思渓資福蔵』（宋本）、『普寧蔵』（元本）『徑山蔵』（明本）等のテキストとの異同の校訂情報が載せられている。この校訂は、『大日本校訂縮刷大蔵経』（縮蔵）の宋本・元本・明本（三本）との校勘を引き継ぎ、それに「宮内庁書陵部蔵宋本」（宮本）や「聖語蔵」などのテキストとの校勘を付加したものである。三本との校訂に関しては、原典に当たっていないと思われるケースもあり、校勘情報にも本文同様に誤謬、誤植が存在する場合もあるので、利用の際には、この点も考慮する必要がある。

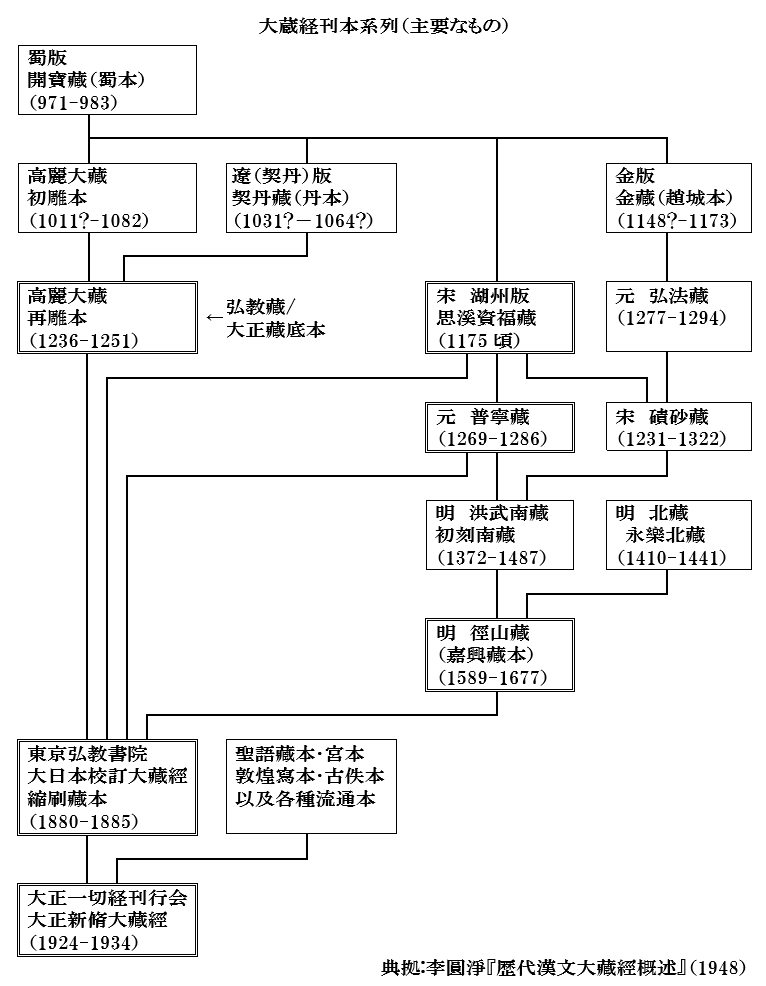
大正新脩大藏經までの主要な漢訳大蔵経系列

漢訳経典の日本語訳（読み下し）も行われ、『國譯大藏經』、『国訳一切経』、『昭和新修国訳大蔵経』などがある。また、近年東京大学の『大正新脩大藏經』テキストデータベース (SAT) や、台北の中華電子佛典協會 (CBETA) といったプロジェクトが大正新脩大藏經の電子テキスト化を推進していて、一定の制約内でその使用が開放されている。

### チベット語訳仏典
チベットにおける個別の仏典翻訳は、7世紀ソンツェン・ガンポの命令で、チベット語訳は、トンミ・サンボータ（チベット語版 英語版）によって始められたが、8世紀末、仏教が国教となるのにともない、仏典翻訳は王国の国家事業となり、隣国インドより網羅的、体系的に仏典を収集し、翻訳する作業が開始され、数十年の短期間で一挙に完遂された。サンスクリット語の原典を正確に翻訳するためのチベット語文法と語彙の整備が行われ (Mahāvyutpatti)、シャン=イェシェデ、カワ=ペルツェク、チョクロ=ルイゲンツェンらが作業に従事、824年、一応の完成をみた (dkar-chag ldan-dkar-ma)。
チベット仏教における仏典の分類は、他の仏教圏とも共通する「経・律・論」の三部分類よりも、「仏説部（カンギュル）」、「論疏部（テンギュル）」の2分類が重視される。カンギュルとは釈尊のことばそのものである「カー」をチベット語に「ギュル」（翻訳）したもの、テンギュルとは、竜樹らインドの仏教学者たちが「カー」に対してほどこした注釈である「テン」をチベット語に「ギュル」したもの、の意味である。
チベットでは、仏典は、信仰心を表すものとしてながらく写本で流布していたが、中国の明朝の永楽帝は中国に使者を派遣するチベット諸侯や教団への土産として、1410年木版による大蔵経を開版、この習慣がチベットにも取り入れられ、以後、何種類かが開版されることになった。
- 北京版　永楽版カンギュル（1410年）、万暦版カンギュル（1606年）、康熙版カンギュル（1692年）、雍正版テンギュル（1724年）
- リタン版（1621年-1624年）
- ナルタン版　カンギュル（1732年）、テンギュル（1773年）
- デルゲ版　カンギュル（1733年）、テンギュル（1742年）
- ラサ版　カンギュル（1936年）

また中国では、1990年代より、洋装本の形式で刊行される中華大蔵経事業の一部として、過去の諸写本、諸版の多くを校合したテンギュルの編纂が進められている。
s
チベットの四大宗派のひとつニンマ派では、ある時期に埋蔵された経典（テルマ gter-ma）が、時を経て、しかるべき定めを帯びたテルトン（埋蔵経典発掘者）によって発見されたとする経、論を多数有し、同派の特徴となっている。テルマ（埋蔵経典）の出現は、中世以来、現代に至るまで継続しており、乾慧学者から発掘者による創作だと見なされることがある。この派は上記の諸版と異なる古タントラ集成（ニンマ・ギューブム）を有している。

## 日本語訳
- 『南伝大蔵経』（全65巻70冊）大蔵出版
  - 『律蔵』（5巻5冊）
  - 『経蔵』（39巻42冊）
  - 『論蔵』（14巻15冊）
  - 『蔵外』（7巻8冊）
- 『新国訳大蔵経』 大蔵出版
  - 『インド撰述部』（既刊50冊）
  - 『中国撰述部』（第一期全12冊）
- 『国訳一切経』（全255巻257冊）大東出版社
  - 『印度撰述部』（全155巻155冊）
  - 『和漢撰述部』（全100巻102冊）